# Barranqueiro-pardo
Limpa-folhas-oliváceo ou barranqueiro-pardo (Automolus infuscatus) é uma espécie de ave da família Furnariidae.
Pode ser encontrada nos seguintes países: Bolívia, Brasil, Colômbia, Equador, Guiana Francesa, Guiana, Peru, Suriname e Venezuela.
Os seus habitats naturais são: florestas subtropicais ou tropicais húmidas de baixa altitude.